# Ménétreux-le-Pitois
Ménétreux-le-Pitois és un municipi francès, situat al departament de la Costa d'Or i a la regió de Borgonya - Franc Comtat. L'any 2007 tenia 430 habitants.

## Demografia

### Població
El 2007 la població de fet de Ménétreux-le-Pitois era de 430 persones. Hi havia 162 famílies, de les quals 32 eren unipersonals (8 homes vivint sols i 24 dones vivint soles), 61 parelles sense fills, 57 parelles amb fills i 12 famílies monoparentals amb fills.
La població ha evolucionat segons el següent gràfic:
Habitants censats

### Habitatges
El 2007 hi havia 196 habitatges, 174 eren l'habitatge principal de la família, 9 eren segones residències i 13 estaven desocupats. 187 eren cases i 9 eren apartaments. Dels 174 habitatges principals, 152 estaven ocupats pels seus propietaris, 16 estaven llogats i ocupats pels llogaters i 5 estaven cedits a títol gratuït; 8 tenien dues cambres, 13 en tenien tres, 45 en tenien quatre i 108 en tenien cinc o més. 138 habitatges disposaven pel capbaix d'una plaça de pàrquing. A 75 habitatges hi havia un automòbil i a 81 n'hi havia dos o més.

### Piràmide de població
La piràmide de població per edats i sexe el 2009 era:
| Homes | Edats   | Dones |
| ----- | ------- | ----- |
| 4     | 95 o +  | 0     |
| 0     | 90 a 94 | 4     |
| 0     | 85 a 89 | 8     |
| 4     | 80 a 84 | 8     |
| 4     | 75 a 79 | 0     |
| 0     | 70 a 74 | 4     |
| 16    | 65 a 69 | 12    |
| 20    | 60 a 64 | 20    |
| 12    | 55 a 59 | 20    |
| 24    | 50 a 54 | 16    |
| 12    | 45 a 49 | 4     |
| 20    | 40 a 44 | 20    |
| 4     | 35 a 39 | 16    |
| 8     | 30 a 34 | 4     |
| 4     | 25 a 29 | 4     |
| 4     | 20 a 24 | 16    |
| 12    | 15 a 19 | 16    |
| 16    | 10 a 14 | 8     |
| 12    | 5 a 9   | 0     |
| 4     | 0 a 4   | 12    |

## Economia
El 2007 la població en edat de treballar era de 272 persones, 177 eren actives i 95 eren inactives. De les 177 persones actives 165 estaven ocupades (92 homes i 73 dones) i 11 estaven aturades (3 homes i 8 dones). De les 95 persones inactives 39 estaven jubilades, 35 estaven estudiant i 21 estaven classificades com a «altres inactius».

### Ingressos
El 2009 a Ménétreux-le-Pitois hi havia 168 unitats fiscals que integraven 427 persones, la mediana anual d'ingressos fiscals per persona era de 18.142 €.

### Activitats econòmiques
Dels 19 establiments que hi havia el 2007, 1 era d'una empresa extractiva, 1 d'una empresa alimentària, 2 d'empreses de fabricació d'altres productes industrials, 5 d'empreses de construcció, 6 d'empreses de comerç i reparació d'automòbils, 1 d'una empresa d'hostatgeria i restauració, 1 d'una empresa d'informació i comunicació, 1 d'una empresa financera i 1 d'una empresa classificada com a «altres activitats de serveis».
Dels 5 establiments de servei als particulars que hi havia el 2009, 1 era un taller de reparació d'automòbils i de material agrícola, 1 guixaire pintor, 1 lampisteria i 2 electricistes.
Dels 3 establiments comercials que hi havia el 2009, 1 era una fleca, 1 una sabateria i 1 una botiga de material de revestiment de parets i terra.
L'any 2000 a Ménétreux-le-Pitois hi havia 6 explotacions agrícoles.

## Poblacions més properes
El següent diagrama mostra les poblacions més properes.